# Мизюринцы
Мизюринцы (укр. Мізюринці) — село в Великодедеркальской сельской общине Кременецкого района Тернопольской области Украины.
До 2020 года входило в Шумский район.
Почтовый индекс — 47155. Телефонный код — 3558.

## Население
Население по переписи 2001 года составляло 348 человек.

### Языковой состав
Родной язык населения по данным переписи 2001 года:
| Язык       | Численность, чел. | Доля     |
| ---------- | ----------------- | -------- |
| Украинский | 344               | 98,85 %  |
| Русский    | 4                 | 1,15 %   |
| Итого      | 348               | 100,00 % |